# デコ屋敷
高柴デコ屋敷（たかしばデコやしき）は、福島県郡山市にある観光地。郷土玩具である三春駒や三春張子人形の発祥地である。

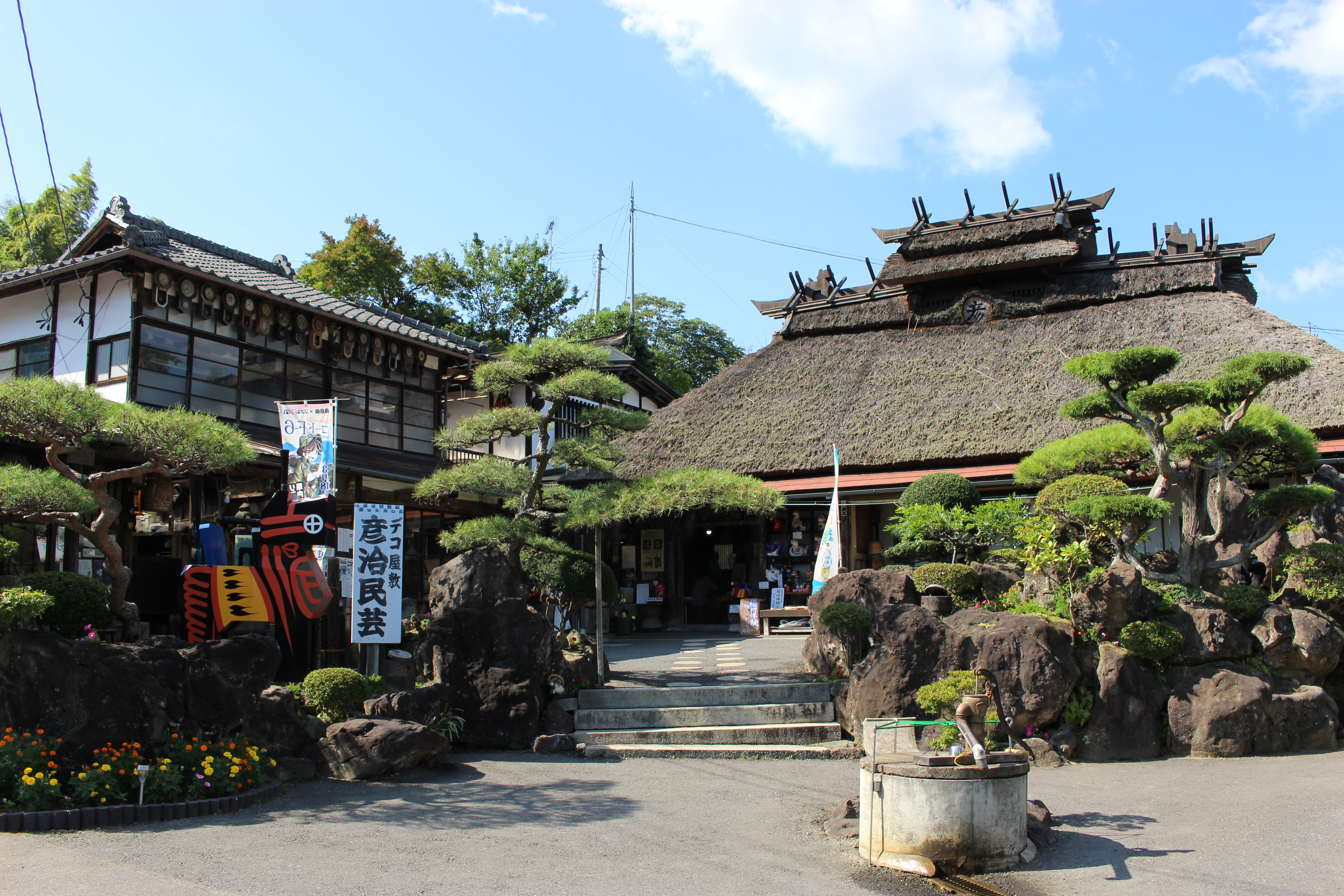
高柴デコ屋敷・彦治民芸

## 概要
高柴デコ屋敷は、三春駒・三春張子人形の発祥地である。
郡山市西田町高柴（旧三春藩領）にあり、江戸時代から約300年間続いている工人の工房4軒などからなる集落。
民芸品づくりは、明治時代に入り一度途絶えたが、昭和に入り戦後にいち早く復活したのが、橋本広司民芸と彦治民芸の2軒のみだった。その他の工房はそれから約20年ほど遅く復活した。
日本で最初の年賀切手（郷土民芸シリーズ）に採用された三春駒（木彫り）や三春だるま、木型に和紙を張り付けて制作する張子人形など数多くの郷土民芸品を制作・販売している。工房では絵付け体験などもでき、数多くの観光客が訪れる。2001年（平成13年）には環境省によりかおり風景100選に選定された。
集落内には工房の他に土産物店や三春駒神社などがある他、福島県内では現在、最後の1軒となった無人の秘宝館『道六館』もある。
戦後以降、三春駒本来の木彫りのものを作り続けているのは、この地の『彦治民芸』のみとなったため、いわゆる本物の三春駒は現在、ここでしか購入できない。
また、三春駒の白駒は昔からあったわけではなく、この橋本が初めて制作し、地域に広まっていったのである。

## 施設
【注意】高柴デコ屋敷は、江戸時代からの歴史のため、第◯代というのは1代30年としてもせいぜい10〜15代。長く記載されているのは人形づくりをしていない百姓の時代もすべて含めてしまっているため、ずれが生じているとのこと。
- 橋本広司民芸 　17代当主橋本広司
高柴デコ屋敷資料館を併設。
三春人形（高柴人形）製造を得意とする。
ひょっとこ踊りの名手。
また、15代目当主の広吉氏は彦治民芸の9代目 彦治氏とともに日本橋三越で行われた『第一回福島県物産展』に参加し、三春駒づくりなどを披露した。
- 彦治民芸　10代当主橋本高宜 
築約400年の茅葺き屋根の建物。
デコ屋敷の中でも唯一、三春駒本来の木彫りのものを作り続ける店。
日本で初めて年賀切手（郷土民芸シリーズ）になった三春駒は、9代目 彦治のものがモデル。
尚、三春駒の白駒は昔からあったわけではなく、この橋本が初めて制作し地域に広まっていった。
また、平成10年年賀切手の腰高とらは、10代目 高宜作。
福島県での張り子12支シリーズ作りの元祖。
福島県内での絵付け体験教室も、有名な赤べこ製造店でさえも実施しておらず、
彦治民芸が始めそれが広まっていった。（当初、「体験教室」は全国でもあまり一般的に行われてはいなかった）　 　※昔は「でこ屋敷」としていたが、現在の「デコ屋敷」とカタカナで宣伝し始めたのもこの店である。
- 本家 恵比寿屋 　20代当主橋本恵市
張子面、ダルマ、十二支などの縁起物を製作
- 本家 大黒屋　21代当主橋本彰一  　　　　張り子の手作り、手作業の伝統を活かし、新しい張り子づくりにも挑戦しています。また、日本の張り子文化を世界へPRすることも積極的に行っているようです。
- おいち茶屋
名物おばあちゃん『イチさん』が始めたお店。
おいちもち、薬膳焼にんにく、ダッタンそば茶などの名物を扱う土産物店、茶屋。
そば、うどん類の食事もできる。
- その他
高柴デコ屋敷は、桜に囲まれた集落であるため、桜の時期がおすすめ。また、ヤマザクラとシダレザクラが寄り添うように立つ『天神夫婦桜』などもある。時間帯により、ライトアップも行っている。

## ギャラリー

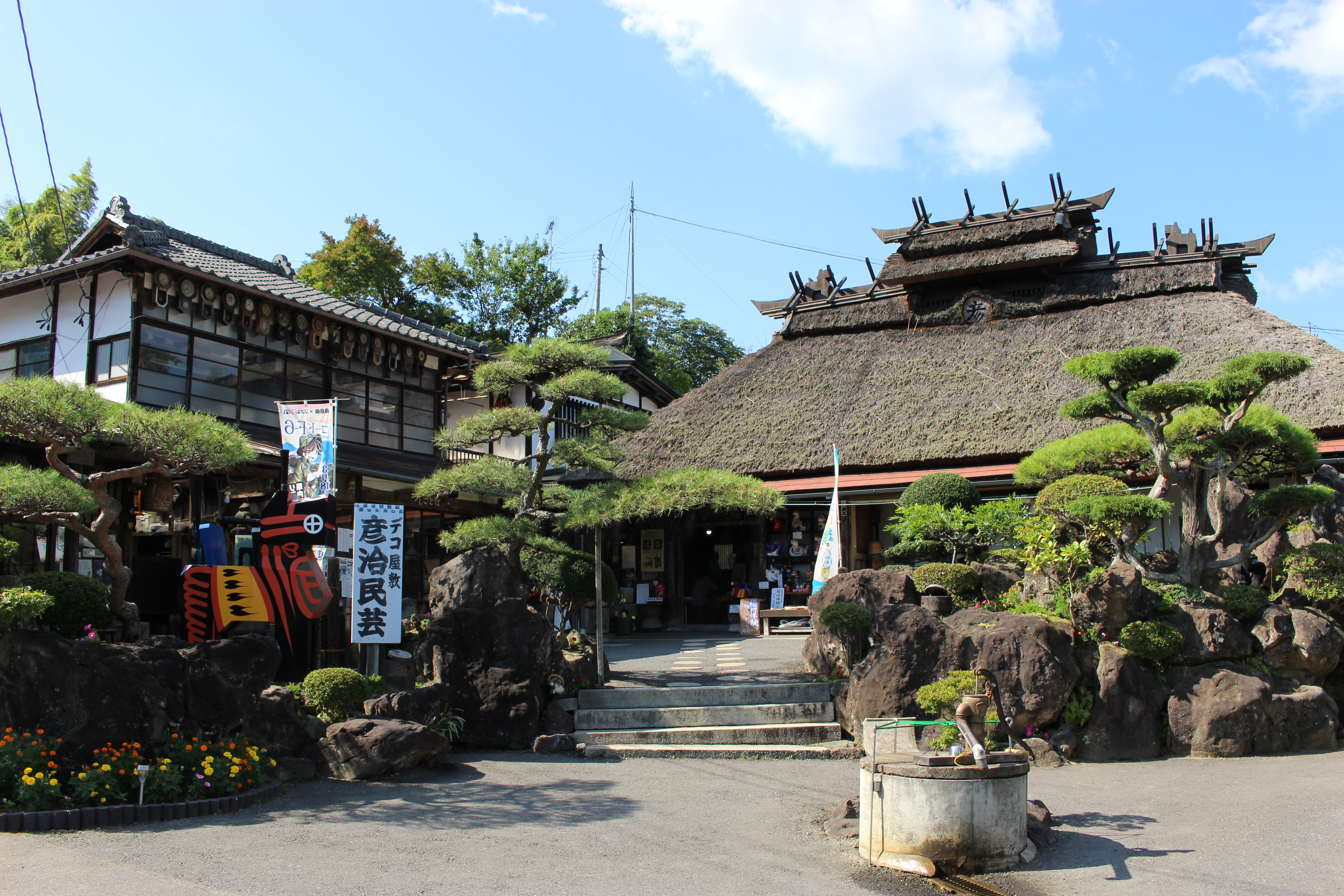
彦治民芸
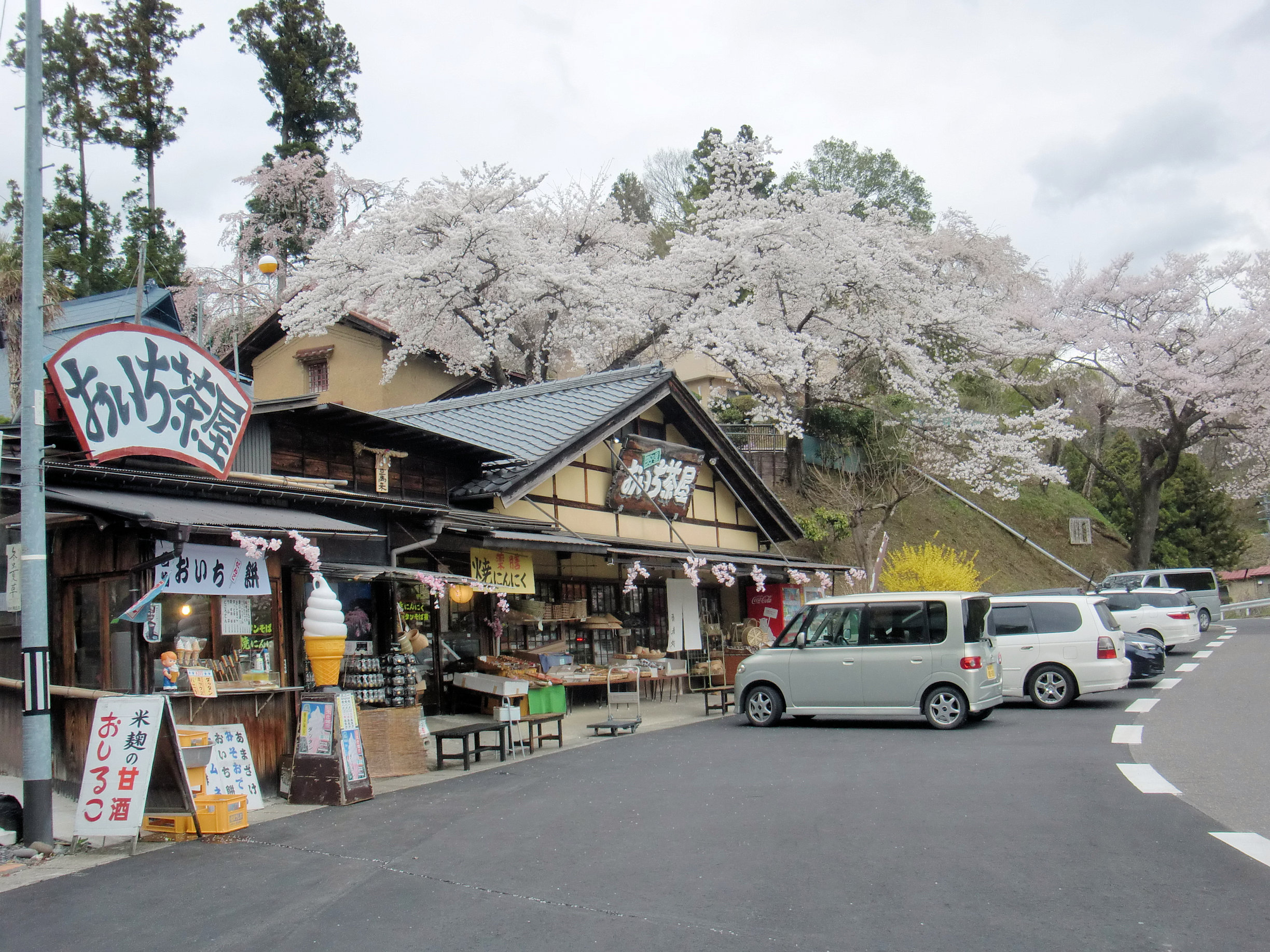
おいち茶屋
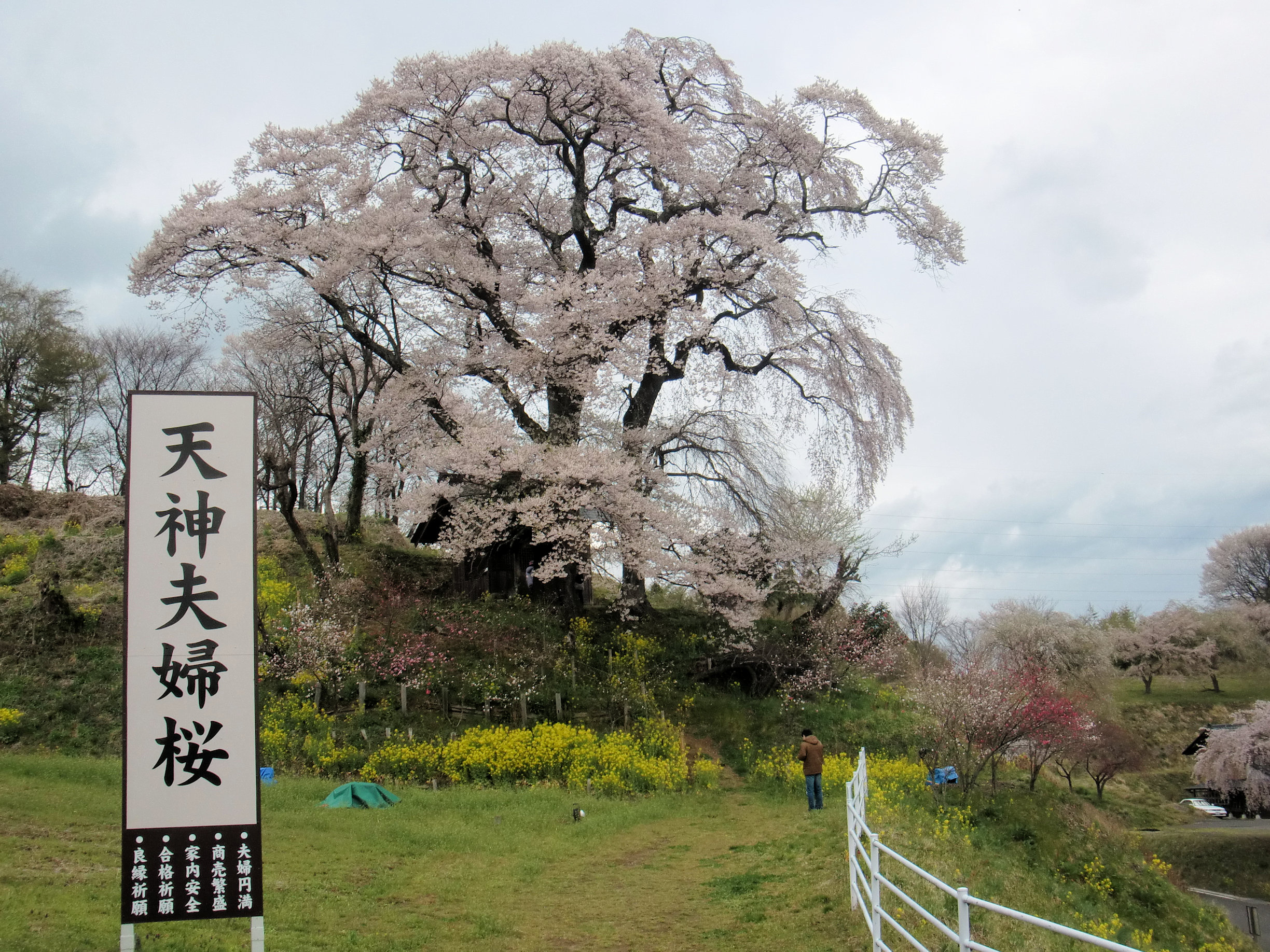
天神夫婦桜
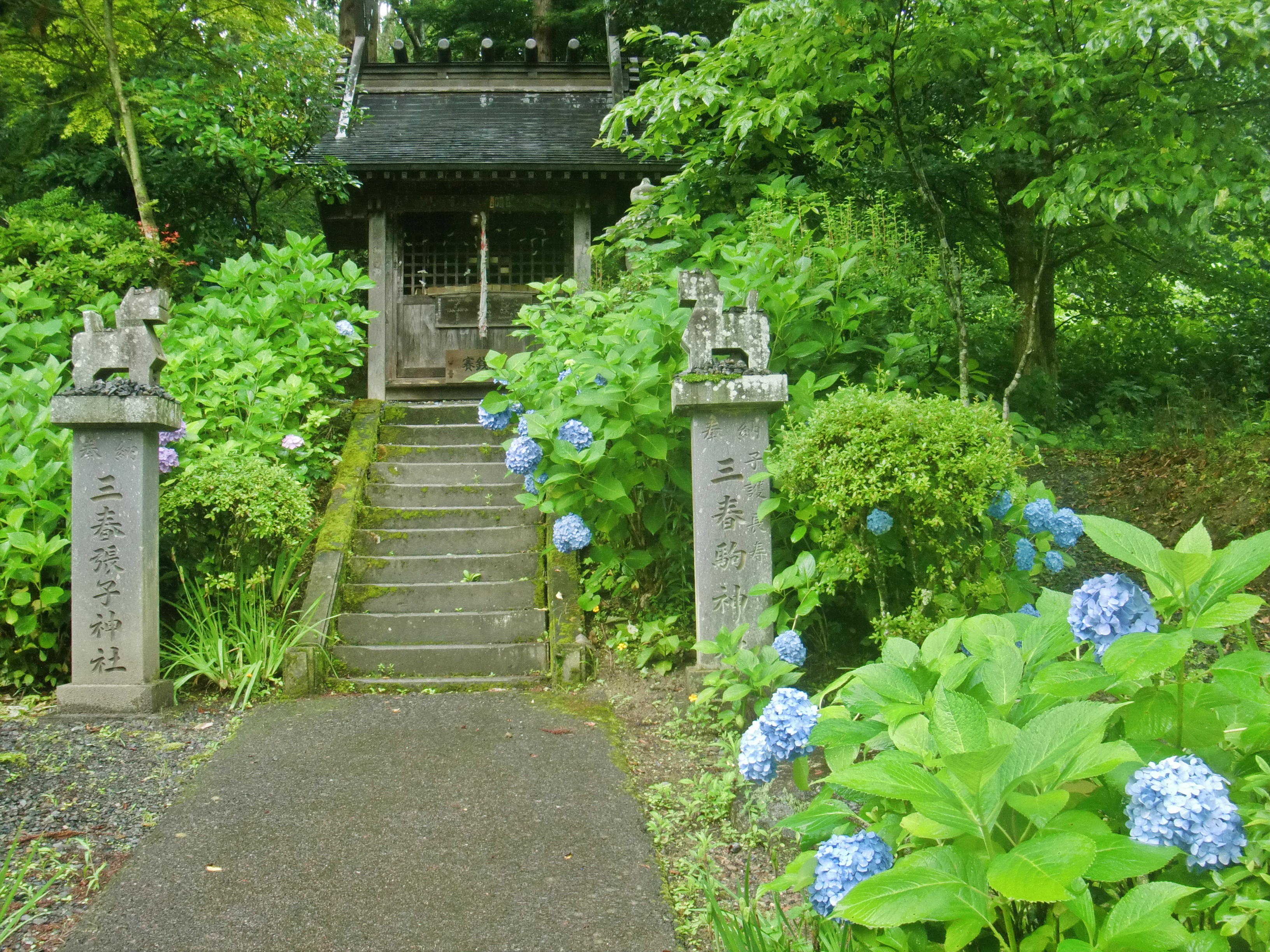
三春駒神社
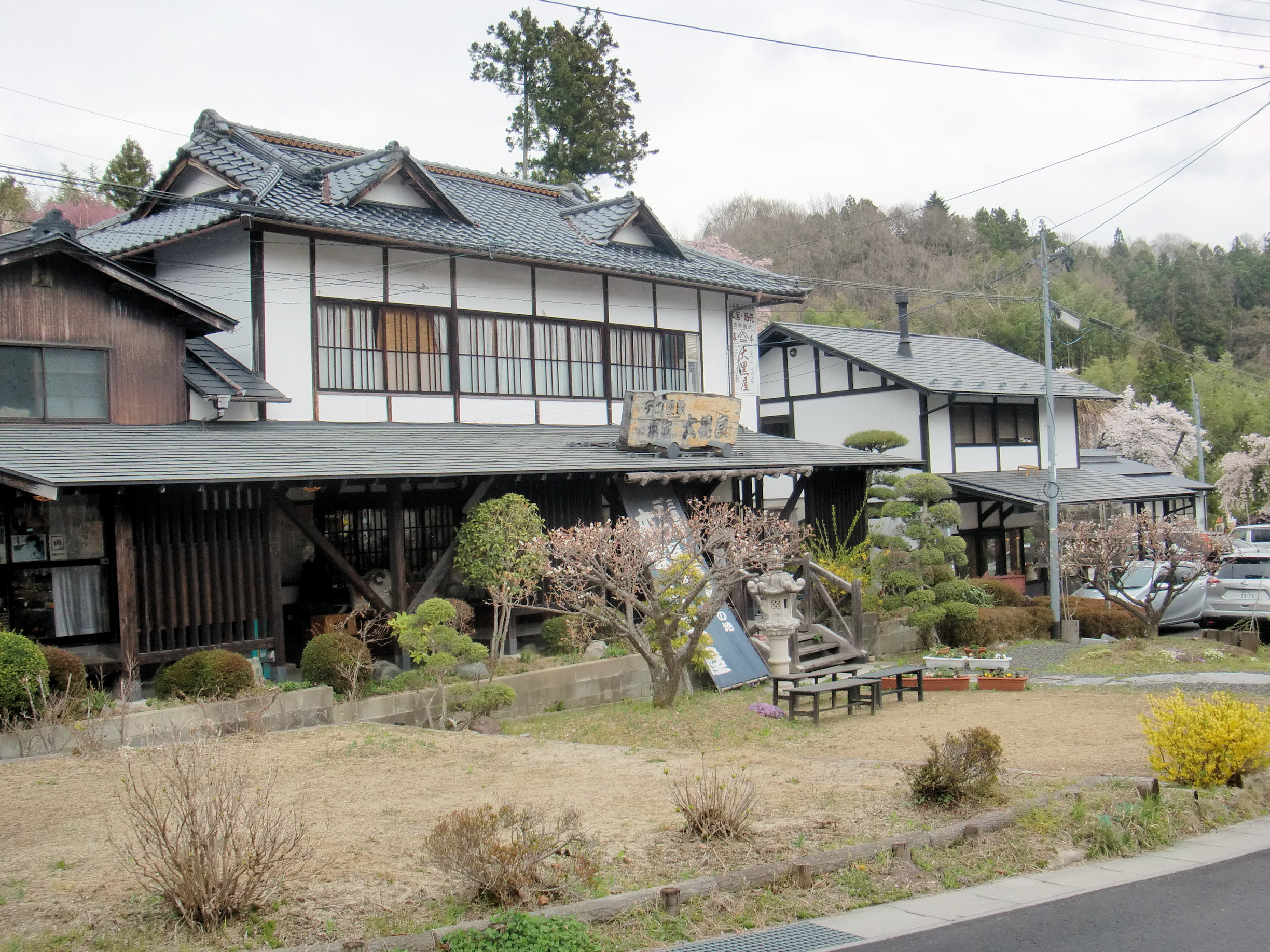
大黒屋

## アクセス
- JR東日本磐越東線三春駅よりタクシーで10分（徒歩では約40分）
- 磐越自動車道郡山東ICより車で5分
- 自家用車50台  大型バス5台 駐車場完備